# Art rupestre du Valcamonica
L'art rupestre du Valcamonica constitue l'un des plus grands ensembles de pétroglyphes préhistoriques dans le monde et est situé dans la province de Brescia, dans le Nord de l'Italie. Il s'agit de la première inscription au patrimoine mondial de l'Unesco pour l'Italie (1979). L'Unesco a recensé plus de 140 000 œuvres mais de nouvelles découvertes ont progressivement porté le nombre total d'incisions cataloguées à 200 000 voire 300 000. Les pétroglyphes sont présents dans toute la vallée mais sont concentrés sur les communes de Darfo Boario Terme, Capo di Ponte, Nadro, Cimbergo, Paspardo et Bedolina.

## Caractéristiques
Les incisions ont été réalisées sur une période de 8 000 ans, du Mésolithique jusqu'à l'âge du fer (Ier millénaire av. J.-C.). Les derniers pétroglyphes sont attribués à la population des Camunni mentionnée par les sources latines. La tradition des pétroglyphes ne s'arrête pas brusquement : un très petit nombre de gravures - rien de comparable avec l'activité préhistorique - a été attribué aux périodes romaine, médiévale ou même contemporaine, jusqu'au XIXe siècle,. La plupart des incisions ont été obtenues par la technique du piquetage, complétée par quelques graffitis.

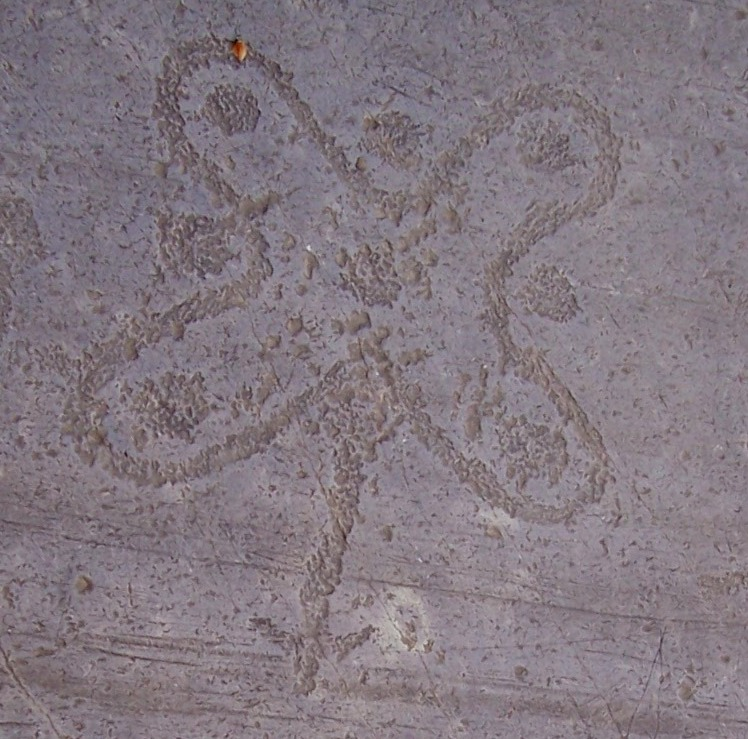
La rose camunienne

Les figures sont parfois simplement superposées sans ordre apparent, mais apparaissent souvent en relation logique entre elles. Leur fonction est liée à des rituels de célébration, de commémoration, initiatique et propitiatoire, qui se sont tenus lors d'occasions spéciales, uniques ou récurrentes. L'un des symboles les plus connus dans le Valcamonica est la Rosa Camuna (rose camunienne), qui a été adoptée comme symbole officiel de la Lombardie.

## Chronologie
Dans les années 1960, l'archéologue Emmanuel Anati fut l'un des premiers à étudier systématiquement l'ensemble des gravures. Il a proposé une chronologie des gravures rupestres, en se basant sur le style et les types de symboles pour identifier d'éventuelles corrélations avec le découpage traditionnel en périodes depuis la Préhistoire jusqu'au Moyen Âge.

### Mésolithique
D'après certains chercheurs les premières gravures dateraient du Mésolithique (VIIIe - VIe millénaire av. J.-C. environ), plusieurs millénaires après le retrait du glacier qui recouvrait le Val Camonica (glaciation de Würm). Elles auraient été l'œuvre de chasseurs nomades de passage qui suivaient les migrations animales. Ces gravures seraient présentes dans la ville de Darfo Boario Terme, dans le Parco comunale delle incisioni rupestri di Luine. Ces attributions chrono-culturelles sont loin de faire l'unanimité parmi les scientifiques et manquent d'éléments sûrs pour être acceptées sans réserves.

### Néolithique

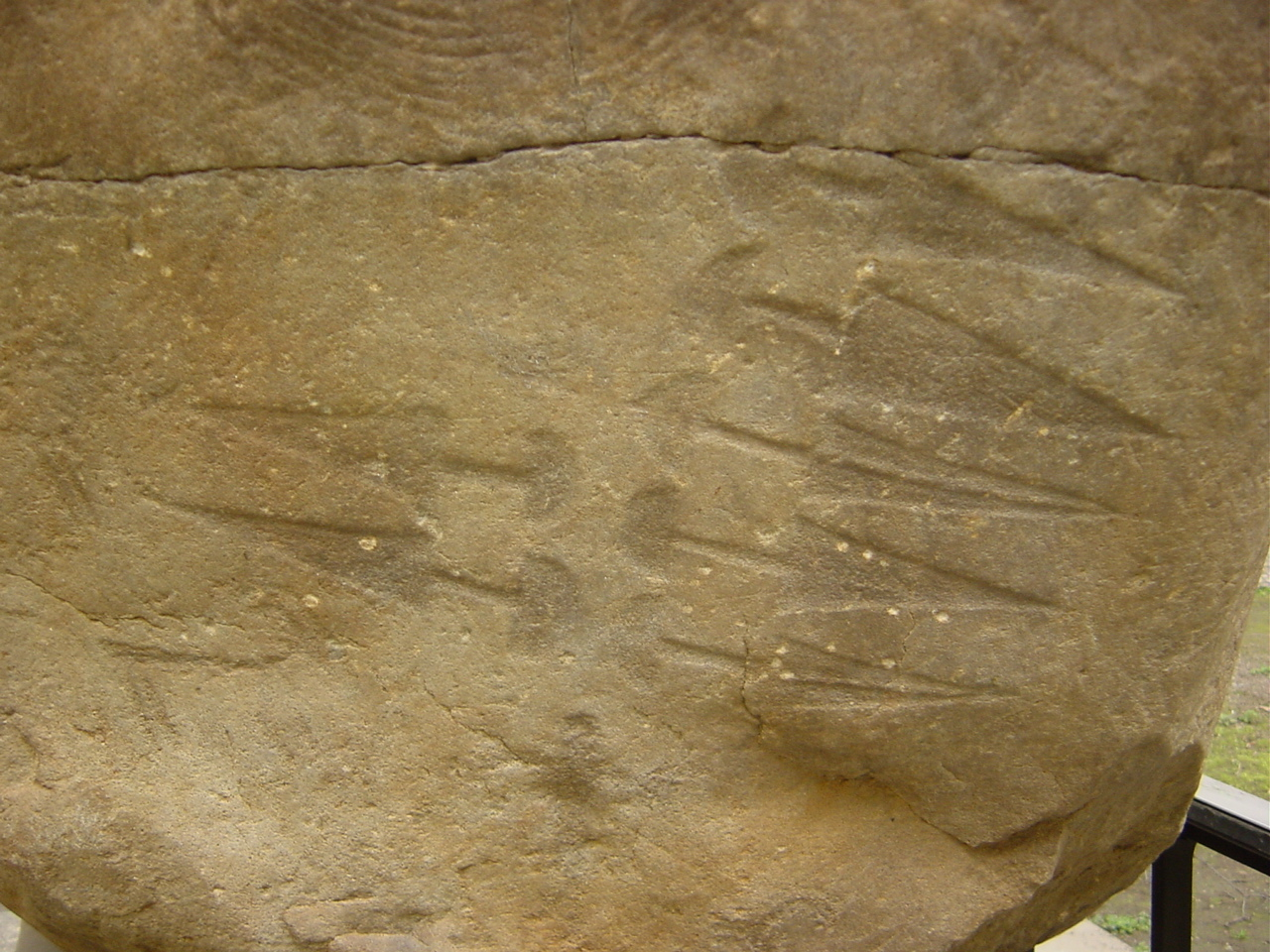
Poignards de type Remedello gravés sur une roche à Valcamonica.

Avec le Néolithique (Ve - IVe millénaire av. J.-C. environ) apparaissent les pratiques agricoles et les premiers établissements sédentaires dans le Val Camonica. Dans le domaine de l'art rupestre, les représentations, dont certains pensent qu'elles remontent au Néolithique, sont des figures humaines et des ensembles d'éléments géométriques (rectangles, cercles, points). Toutefois, là aussi, les arguments véritablement scientifiques manquent cruellement. En effet, il faut, pour pouvoir attribuer un âge à une gravure rupestre, soit la trouver en situation stratigraphique permettant une datation par le carbone 14, soit trouver dans ses représentations des marqueurs tels que des armes et des outils (ou même certains animaux domestiques comme le cheval par exemple) dont on sait qu'ils n'apparaissent pas avant une certaine date. Avant l'émergence de la métallurgie, l'archéologue dispose de bien peu d'éléments pour juger (les outils en pierre étant peu variés et possédant des formes extrêmement stables durant tout le Néolithique) ; quant au cheval il n'est pas attesté avant l'âge du Fer.
Une cinquantaine de stèles ont été trouvées dans le Val Camonica. Elles représentent un symbolisme composé d'animaux (cerfs, bouquetins, chamois, canidés et suidés), d'armes (poignards, hallebardes, haches), de disques solaires, bijoux pour femmes (pendentifs à double spirale, colliers, etc.) et des groupes de figures humaines alignées. Parfois même des scènes de labour sont représentées et, plus rarement, des « cartes topographiques ». Des fouilles archéologiques ont confirmé leur présence autour des lieux de culte préhistoriques, notamment dans divers lieux de la commune d'Ossimo (Asinino-Anvòia, Passagròp et Pat) et à Cemmo (Pian delle Greppe). Les poignards gravés sur les surfaces, de type remédellien, et la forme de la lame des haches et des hallebardes, permettent d'approcher la datation des statues de stèles communes au IIIe millénaire av. J.-C.

### Âge du cuivre
Au cours de l'âge du cuivre (ou Chalcolithique, IIIe millénaire av. J.-C. environ) apparaissent la roue, le chariot et les premières formes de la métallurgie. Nous assistons à la création de statues-menhirs ornées de symboles célestes, d'animaux, d'armes, de scènes de labours, de rangs d'êtres humains et d'autres signes. Ces monuments, conservés principalement dans le Parco archeologico nazionale dei Massi di Cemmo et celui de Asinino-Anvòia (Ossimo), présentent une fonction rituelle.

### Âge du bronze
Avec l'âge du bronze (IIe millénaire av. J.-C. environ), des gravures sur affleurements rocheux reprennent le thème des armes, ce qui reflète l'importance accrue accordée aux guerriers au sein de l'ancienne société camunienne, ainsi que celui des formes géométriques (cercles et variantes) en continuité avec les époques antérieures. Le rocher de Bedolina en est un exemple important, d'autant plus qu'il se compose d'une forme primitive de cartographie.

### Âge du fer
Les gravures de l'âge du fer (Ier millénaire av. J.-C.) sont attribuées à la population des Camunni et constituent environ 70 à 80 % de toutes les œuvres recensées. Elles manifestent l'idéal héroïque de la masculinité ; dominent les représentations de duels et des figures humaines, affichant leurs armes, leurs muscles et leurs organes génitaux. Il y a aussi des cabines, des labyrinthes, des empreintes de pas, des scènes de chasse, de treillis, et des symboles divers. Les femmes y sont représentées avec un organe sexuel surajouté, de forme circulaire lors des scènes rituelles.

### Antiquité romaine
Pendant la domination romaine du Val Camonica (Ier - Ve siècle apr. J.-C.), l'activité de gravure a subi une forte contraction et est entrée dans une phase de latence,.

### Moyen Âge
Le Moyen Âge dans le Val Camonica a marqué une reprise des gravures : des symboles chrétiens (croix et clés) ont été ajoutés à des arrière-plans païens, dans une tentative de christianisation des lieux.

## Découverte
Le premier rapport concernant les gravures rupestres date de 1909, lorsque Walter Laeng (italianisé Gualtiero) a signalé au Comité national pour la protection des monuments deux blocs colorés près de Cemmo. Ce n'est que dans les années 1920 que les roches ont rencontré l'intérêt de certains chercheurs, comme Giovanni Bonafini, le géologue Squinabol Senofonte et, à partir de 1929, de l'anthropologue de Turin Giovanni Marro et de l'archéologue florentin Paolo Graziosi. Bientôt, de nombreuses gravures sont découvertes sur les roches voisines et des recherches sont également menées par Raffaele Battaglia pour le compte de la Surintendance archéologique de Padoue.
Dans les années 1930, la réputation des incisions se propage dans toute l'Italie et à l'étranger, de sorte qu'en 1935 et 1937 une vaste campagne d'étude a été menée par l'allemand Franz Altheim et Erika Trautmann. Altheim proposa une lecture idéologique nazie des gravures, cherchant à les identifier comme un témoignage de la supposée race aryenne ancestrale. Cette lecture fut bientôt imitée par une version fasciste proposée par Marro.
La cartographie et le recensement des œuvres reprit après la Seconde Guerre mondiale, menées tant par des savants du nouveau Musée des sciences naturelles de Brescia sous la direction de Laeng, que par des experts nationaux et internationaux. En 1955, le Parco nazionale delle incisioni rupestri di Naquane a été créé à l'initiative de la Surintendance archéologique de Lombardie.
En 1956 a commencé l'exploration de Emmanuel Anati qui a découvert de nouveaux pétroglyphes et mené une observation systématique de ce patrimoine ; ces études lui ont permis de publier en 1960 le premier volume de synthèse générale sur le thème : La civilisation du Val Camonica. Le même Anati fonda en 1964 le Centro Camuno di Studi Preistorici (CCSP) chargé d'assurer la recherche systématique, l'impression et la diffusion des différents volumes et la publication du Bollettino del Centro Camuno di Studi Preistorici (BCCSP). En 1968 a été organisé le Valcamonica Symposium, premier d'une longue série de conférences ayant réuni dans le Val Camonica de nombreux spécialistes de l'art et de la vie préhistorique.
Après l'inscription au patrimoine mondial de l'Unesco le 29 mars 1979, s'est tenue à Milan l'exposition I Camuni, alle radici della civiltà europea (1982).

## Parcs de l'art rupestre
Les gravures rupestres sont présentées dans huit parcs thématiques :
| N° | Nom                                                           | Commune                        | Coordonnées                  | Galerie d'images |
| -- | ------------------------------------------------------------- | ------------------------------ | ---------------------------- | ---------------- |
| 1. | Parc archéologique national des gravures rupestres de Naquane | Capo di Ponte                  | 46° 01′ 32″ N, 10° 20′ 57″ E |                  |
| 2. | Parc archéologique national des Massi di Cemmo                | Capo di Ponte                  | 46° 01′ 52″ N, 10° 20′ 20″ E |                  |
| 3. | Parc archéologique communal de Seradina-Bedolina              | Capo di Ponte                  | 46° 02′ 00″ N, 10° 20′ 29″ E |                  |
| 4. | Parc archéologique de Asinino-Anvòia                          | Ossimo                         | 45° 57′ 19″ N, 10° 14′ 47″ E |                  |
| 5. | Parc communal des gravures rupestres de Luine                 | Darfo Boario Terme             | 45° 53′ 20″ N, 10° 10′ 46″ E |                  |
| 6. | Parc communal archéologique et minier de Sellero              | Sellero                        | 46° 03′ 26″ N, 10° 20′ 29″ E |                  |
| 7. | Parc archéologique communal de Sonico                         | Sonico                         | 46° 10′ 07″ N, 10° 21′ 20″ E |                  |
| 8. | Réserve naturelle rupestre de Ceto, Cimbergo et Paspardo      | Ceto (Nadro) Cimbergo Paspardo | 46° 01′ 06″ N, 10° 21′ 10″ E |                  |